# Rio Albany
O rio Albany é um rio no norte da província de Ontário no Canadá. Estende-se do nordeste ao noroeste da província, desde o Lago St. Joseph até à Baía de James. Tem 980 km de extensão e é o mais longo rio da província. Drena uma grande bacia com cerca de 135 200 km², maior que países como a Grécia ou a Nicarágua. Entre os seus mais importantes afluentes encontram-se o Cat, o Kenogami (320 km), o Ogoki (480 km) e o Drowning.
O rio é navegável nos seus primeiros 400 km. A Companhia da Baía de Hudson tinha um posto de comércio de peles em Fort Albany na foz deste rio, que era uma importante rota nos tempos do comércio de pele.
O seu nome foi dado em homenagem a James, Duque de York e Albany, que seria depois o rei Jaime II de Inglaterra.